# Болгарский тайный центральный революционный комитет

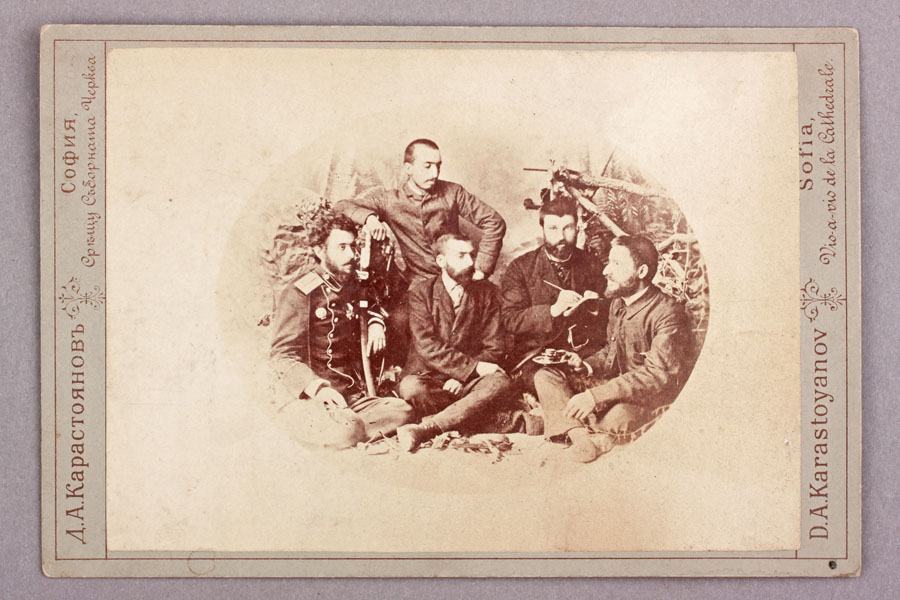
Члены БТЦРК: Коста Паница, Иван Стоянович, Захарий Стоянов, Иван Андонов и Димитр Ризов

Болгарский секретный центральный революционный комитет (болг. Български таен централен революционен комитет) — болгарская революционная организация, созданная в Пловдиве 10 февраля 1885 года. Её первой целью было создание автономии Македонии (Западной Румелии), а в более отдалённой перспективе — формирование Балканской федерации. БТЦРК сыграл важную роль в объединении княжества Болгарии и Восточной Румелии.

## История
Согласно Ивану Андонову комитет был основан на волне ажиотажа по поводу македонского вопроса по инициативе велесского революционера Спиро Костова, убедившего Андонова и Захария Стоянова присоединиться к революционной деятельности с целью освобождения македонских болгар.
10 февраля 1885 года в доме Андонова в Пловдиве собрались революционеры, которые основали здесь организацию, названную первоначально Тайный македонский революционный комитет (болг. Таен македонски реворюционен комитет), переименованный в апреле в БТЦРК. Председателем Центрального комитета в Пловдиве был выбран Захария Стоянов, секретарём — Андонов, кассиром — Тодор Гатев, его членами также стали Петр Зографский, учитель Тома Карайовов, Спас Турчев, военный прокурор в Пловдиве и поручик Ганю Атанасов, секретарь департамента юстиции Иван Стоянович и Спиро Костов. Позже к ним присоединились прибывшие из княжества Болгарии Коста Паница и Димитр Ризов, один из лидеров Либеральной партии Георгий Странский и другие деятели революционного движения.
Целью комитета было не только освобождение Македонии, но и объединение всего болгарского народа, который был разорван Берлинским конгрессом на пять частей. Также была выбрана комиссия, которая разработала революционный устав комитета.
Организация создала свои отделения в целом ряде городов Восточной Румелии — Станимаке, Чирпане (где ведущее место занимал Стою Филипов, Голямо-Конаре, Сливене, Ямболе, Хасково, Стара-Загоре, Пазарджике, Бургасе и Панагюриште. Наиболее выдающимися деятелями в них были, по мнению Андонова:
| - Хасково - Милю Милев - Крыстю Маймунков - Величко Попов - Стара-Загора - Димитр Начев - Сава Маринов - Христо Ваклидов - Чирпан - Стою Филипов - Пеню Гарванов - Пешо Динчов - Тане Пеев - Никола Нанчев - Никола Касабов - Васил Бабаков - Иван Митев - Василаки Попдимитров - Иван Янакиев - Вычко Иванов | - Сливен - Димитр Куртев - Димитр Сяров - Атанас Попиванов - Кючуков - Кантарджиев - Манол Георгиев - Ямбол - Стефан Любомский - Христо Векилов - Влахов - Видю Монев - Бакалов - Татар Пазарджик - Антон Мумджиев - Тодор Киров - Георгий Димитров - Богдан Стоянов - Иван Соколов - Отон Иванов | - Сыединение - Петр Шилев - Продан Тишков - Недялка Шилева - Георги Пенелов - Христо Македонский - Велко Михайлов - Стоян Празов - Никола Милев - Келенпиров - Петр Ихтиманлията - Тане Крыстев - поп Иван Генов - Трифон Овчаров - Симон Марков - Асеновград - Никола Крыстев - Панайот Сребров - Георги Ковачев - Герасим Старчев - Костадин Балтов | - Бургас - Иван Цанков - Брезово - Иван Станков Коларов - Стою Ранделов - Марин Молдовански - Ихтиман - Димитр Сестримски - Никола Крапчански - Новаково - поп Ангел Чолаков - Хаджи Елес - Иван Минев - Крыстю Качаков - Калайджиев - Юртчии - Иван Динчов | - Рахманлии - Минчо Андреев - Аджар - Никола Марев - Котел - Берберов - Харманли - Ганю Буков - Нешо Брайков - Панагюриште - Павел Шопов - Манчо Манев - Филип Щербанов - Копривштица - Петко Искров Муллата - Танчо Шабанов |
| | | | | |

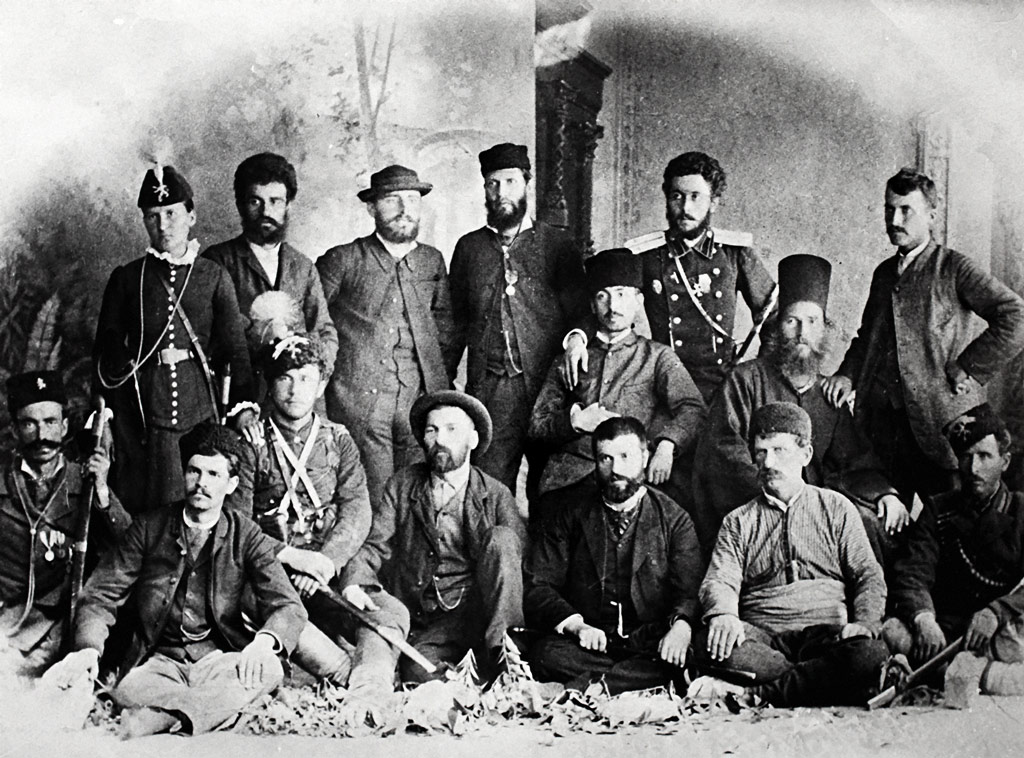
Деятели БТЦРК, Пловдив, лето 1885 года. Сидят слева направо: Антон Мумджиев, Тодор Гатев, Продан Тишков, Захарий Стоянов, Иван Андонов, Иван Арабаджията, неизвестный. Второй ряд, сидят слева направо: Иван Стоянович и Ангел Чолаков. Стоят слева направо: Недялка Шилева, Спиро Костова, Димитр Ризов, Петр Зографский, Коста Паница, Спас Турчев.

Спиро Костов был назначен исполнителем всех решений Пловдивского центрального комитета. По его рекомендации в организацию были привлечены учившиеся в Пловдивской гимназии Андрей Ляпчев, Пере Тошев, Христо Татарчев и Кушев, Петко Германов из Дерекёя, журналист Ангел Семерджиев из Батака, Стефан Салгынджиев и Боню Баев из Шипки. Комитет отправил в агитационную поездку по Македонии Димитра Стерева из Свиштова, Д. Голова и Воденичарова, которые были приведены к присяге, снабжены иностранными паспортами, деньгами и прокламациями, выданными секретным революционным македонским комитетом. Однако все трое были схвачены османскими властями.
В апреле комитет разработал и напечатал устав в типографии Семерджиева в Пловдиве. В устав отмечалось, что БРЦКЕ является наследником идей Любена Каравелова и Левского. Комитет был переименован в Центральный болгарский революционный комитет. Его цель указывалась как:
освобождение и объединение всего болгарского народа
Первой публичной акцией комитета стала панихида и демонстрация по случаю годовщины смерти Христо Ботева 19 мая, на которых были произнесены речи об освобождении Македонии и объединении северной и южной Болгарии. Власти отреагировали на это увольнением с государственной службы основных членов комитета: Захария Стоянова, Ивана Андонова, Ивана Стояновича, Ганю Атанасова, Спаса Турчева, Георгия Бенева, из гимназии были исключены учащиеся-члены комитета. В конце месяца комитет начал выпускать газету «Борьба», которая приобрела широкую популярность.
Летом 1885 года комитет организовал кражу оружия с военного склада в Чирпане. Оно должно было быть передано в Княжество Болгария для вооружения чет, которые бы отправились в Македонию. После того, как власти перехватили груз и организовали уголовное дело против преступников, Захари Стоянов решил, что правительство Восточной Румелии является серьёзным препятствием для деятельности организации. Главным приоритетом БТЦРК становится свержение восточнорумелийского правительства и объединение княжества Болгарии и Восточной Румелии.
Через публикации в прессе и публичные демонстрации БТЦРК усиливает общественные настроения в пользу этого объединения. Самым массовым его мероприятием стало празднование годовщины смерти Хаджи Димитра на горе Бузлуджа 21 июля. В то же время комитет наладил связи с высшими офицерами, такими как капитан Райчо Николов и капитан Сава Муткуров, а также со многими офицерами в местных гарнизонах. Также были проведены переговоры с майором Данаилом Николаевым, занимавшим наивысшее положение в области офицером.

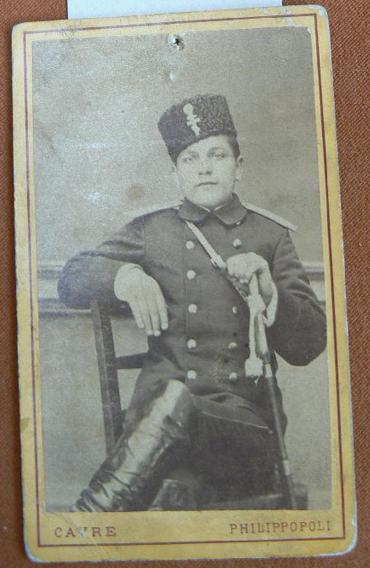
Ганю Атанасов, фотография Димитра Кавры

Представители БТЦРК встретились с князем Болгарии Александром Баттенбергом, который одобрил их деятельность, и комитет решил объявить об объединении Болгарии 15 сентября. 2 сентября в Панагюриште началось восстание, которое было подавлено в тот же день полицией. Перед опасностью, что страна будет охвачена фрагментированными спорадическими беспорядками, а руководители заговора будут непременно арестованы, комитет решил ускорить задуманное предприятие. В тот же день представители БТЦРК были отправлены в разные города области, откуда они должны возглавить повстанческие группы, направляющиеся в Пловдив, где они переходили бы под командование майора Данаила Николаева.
4 сентября, повстанцы, под руководством Чардафона (Продана Тишкова) объявили об объединении Болгарии и установили контроль над деревней Голямо-Конаре. С этого события началось восстания, которое привело к объединению Болгарии. 5 сентября несколько сотен вооружённых повстанцев Голямо-Конаре направились в Пловдив.
В ночь на среду 6 сентября части повстанцев, возглавляемых Данаилом Николаевым, установили контроль над Пловдивом и отстранили от власти правительство и генерал-губернатора Гаврила Крыстевича. Было сформировано временное правительство во главе с Георгием Странским, первоначально состоявшее преимущественно из членов БТЦРК.